# Cyperus microcristatus
Cyperus microcristatus är en halvgräsart som beskrevs av Kaare Arnstein Lye. Cyperus microcristatus ingår i släktet papyrusar, och familjen halvgräs. IUCN kategoriserar arten globalt som akut hotad.
Artens utbredningsområde är Kamerun. Inga underarter finns listade i Catalogue of Life.